# Піщані удави
Піщані удави (Erycinae) — підродина неотруйних змій родини Удавові. Має 7 родів, з яких 3 вимерли, та 15 видів.

## Опис
Загальна довжина представників цієї підродини коливається від 40 см до 1 м. Голова коротка, сплощена, вузька, невелика. Очі маленькі. Зіниці круглі. Тулуб тонкий, стрункий, щільний, циліндричний. Хвіст короткий, має клиноподібну або затуплену форму.
Забарвлення сіре, коричневе, буре, червонувате, оливкове. У низки видів кінцик голови та хвоста значно темніші.

## Спосіб життя
Полюбляють ліси, луки, савани, сухі, гірські, піщані, глинясті місцини. Значний час проводять риючи нори та ходи у ґрунті. Активні вночі або у сутніках. Харчуються дрібними гризунами, ящірками, пташенятами, равликами, комахами.
Це яйцеживородна змія. Самиця народжує від 1 до 20 дитинчат.

## Розповсюдження
Мешкають у Північній Америці, Африці, південно-східній Європі, західній та південній Азії.

## Роди
- Калабарія (Calabaria)
- Гумова змія (Charina)
- Удавчик (Eryx)
- Каліфорнійський удав (Lichanura)
- †Bransateryx
- †Calamagras
- †Ogmophis